# Xavier Vilalta
Xavier Vilalta (nascut el 8 de maig de 1980) és un arquitecte català.

## Premis
Reconeixements
- 2010 - 1r premi : Concurs internacional: Selecció 10 de SAIE en BolognaFiere - Melaku Center.[1]
- 2011 - TED Fellowship 2011.[2]
- 2016 - 1 dels 10 millors projectes d' arquitectura de 2016 per Archdaily - Centre comercial Lideta Mercato.

Concursos
- 2010 - 1r premi: Concurs Internacional Restringit: Projecte Alpha, Doha, Qatar.[3]
- 2010 - Seleccionat: Concurs Internacional per a la Nova Universitat d'Angola.[4]
- 2010 - 1er premi: Concurs per al nou centre comercial Lideta Mercato a Etiòpia.[5]